# آغوش و بوسه (فیلم ۲۰۱۶)
آغوش و بوسه (انگلیسی: XOXO) فیلمی در ژانر موزیکال است که در سال ۲۰۱۶ منتشر , شد. از بازیگران آن می‌توان به سارا هایلند، گراهام فیلیپس، هیلی کییوکو، و رایان هانسن اشاره کرد.